# انقلاب 2021 في غينيا
انقلاب 2021 في غينيا هو انقلاب عسكري وقع في الخامس من شهر سبتمبر لعام 2021، أسفر عن إلقاء القبض على رئيس غينيا ألفا كوندي بعد إطلاق نار في العاصمة الغينية كوناكري، قام بالانقلاب عناصر في وحدة المهام الخاصة في الجيش بقيادة مامادي دومبوي، والذي أعلن في رسالة مسجلة عن حل الحكومة ووقف العمل بالدستور وإغلاق حدود البلاد.

## الخلفية

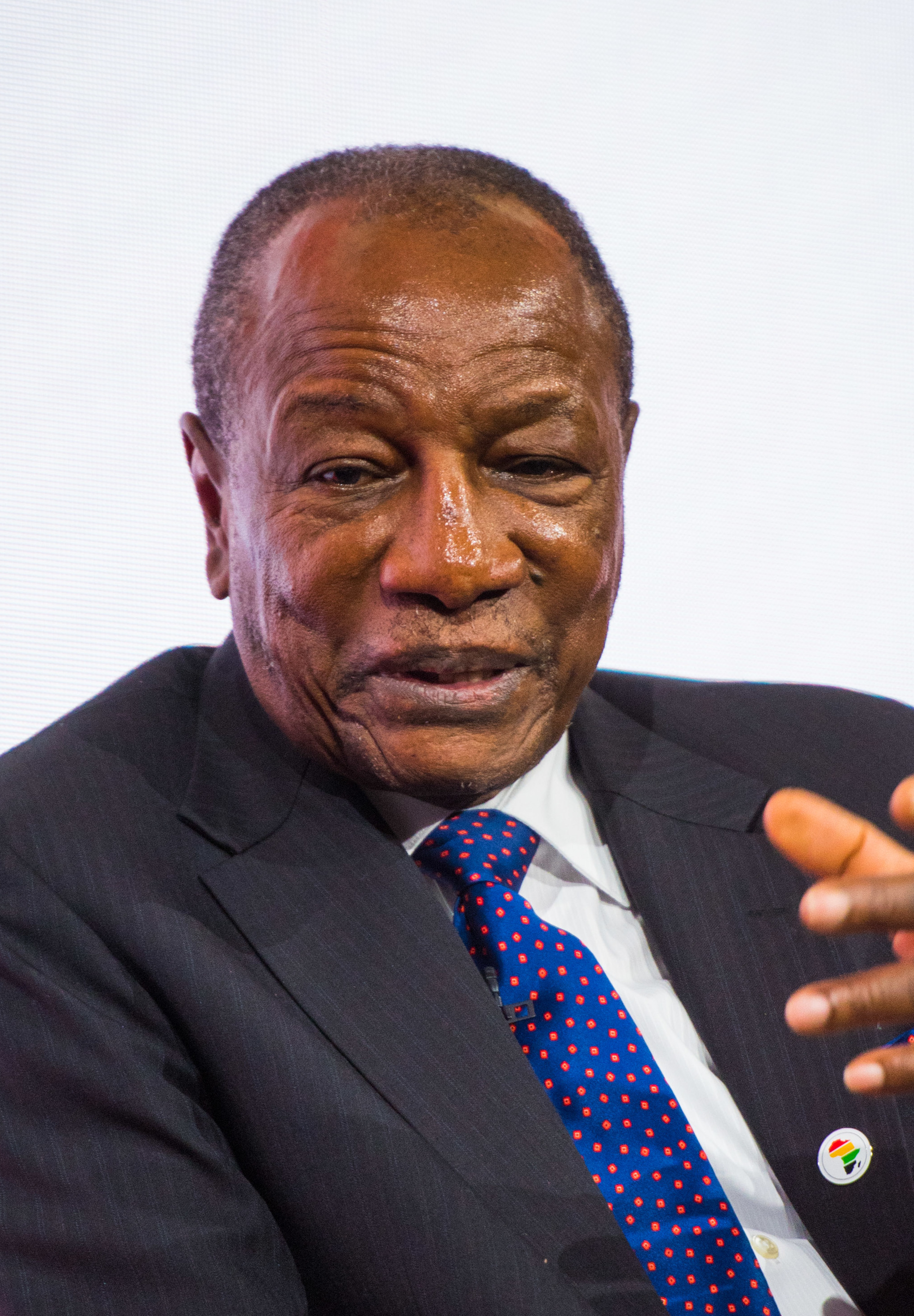
ألفا كوندي في عام 2020

منذ استقلال البلاد عن فرنسا في عام 1958 حتى عام 2010، كانت غينيا تحكمها أنظمة استبدادية بتضمنت «عقودًا من الحكم الفاسد». في عام 2008، تم التحريض على الانقلاب العسكري بعد وقت قصير من وفاة لانسانا كونتي. استقال الجيش في عام 2010. بدأ ألفا كوندي، أول رئيس يُنتخب سلميًا وديمقراطيًا لمنصب رئيس غينيا، وحكم البلاد في عام 2010، وأعيد انتخابه في عام 2015. كان للبلد حد رئاسي لفترتين، لكن الاستفتاء الدستوري لعام 2020 تضمن بمدًا يُطيل المدة ويسمح لكوندي «بإعادة تعيين» حدود ولايته والسعي لفترتين أخريين. وأثارت هذه الخطوة جدلًا واحتجاجات حاشدة، قُمعت بوحشية، وتسببت في مقتل أكثر من ثلاثين شخصًا بين أكتوبر 2019 ومارس 2020. بعد الموافقة على التعديل الدستوري، فاز كوندي بالانتخابات الرئاسية لعام 2020 وبالتالي بولاية ثالثة في منصبه. ومع ذلك، أعقب ذلك مرة أخرى احتجاجات ضد الرئيس، حيث اتهم مرشحو المعارضة كوندي بحشو أوراق الاقتراع. استمرت الاحتجاجات على مدار العام، وقُمعت بشدة من قبل قوات الأمن، مما أسفر عن مقتل ما لا يقل عن 12 مدنياً، من بينهم طفلان في كوناكري. نأت فرنسا بنفسها عن كوندي بعد انتخابات عام 2020، تاركة الصين ومصر وروسيا وتركيا كدول من الدول القوية القليلة التي استمرت في دعم الرئيس. حدث هذا في الوقت الذي شهدت فيه بلدان غرب إفريقيا ووسط إفريقيا تراجعًا ديمقراطيًا: مرت تشاد باستيلاء عسكري خاص بها في أبريل 2021، وشهدت مالي انقلابين من هذا القبيل في عام (في أغسطس 2020 ومايو 2021)، بينما انتخبت ساحل العاج رئيسًا لها لفترة ثالثة ‏ وسط جدل كبير ومزاعم بالتزوير.
وخلال نظام كوندي، أدخلت بعض التحسينات على الاقتصاد حيث بنت البلاد ثروتها على مواردها الواسعة، ولا سيما البوكسيت، وأيضا من الماس والحديد والذهب، ولكن سوء الإدارة الحكومية فشل في تحقيق زيادة كبيرة لمعظم المواطنين، ولم تُعوّض المجتمعات المحلية المحيطة بالمناجم تعويضا كافيا عن الأراضي، والمياه والخسائر الصحية المرتبطة باستخراج المعادن.
بدءا من الانتخابات الرئاسية، تعرض سياسيون معارضون، كانوا يتنافسون على التفويض القانوني لكوندي، للقمع - على سبيل المثال، ألقي القبض على مامادي كوندي في يناير 2021، في حين توفي مامادو أوري باري وروجر بامبا، زعيم اتحاد القوى الديمقراطية الغيني المعارض، في السجن، واللذان عانا، وفقا لهيومن رايتس ووتش، من ظروف سيئة للغاية.
بالإضافة إلى ذلك، ارتفعت أسعار الحبوب والدقيق والسكر، مما أجبر الحكومة على القيام بمحاولة في يناير 2021 لتحديد سعر الخبز عند مستوى أعلى، وهو ما تراجعت عنه. إلا أن هذا أدى إلى نقص الخبز في نزيريكوري، حيث رفض الخبازون إنتاج الخبز بأسعار منظمة قدرها 2500 فرنك للرغيف. وبعد عشرة أيام من المواجهة مع المحافظة، منح الأخير الإذن ببيع الخبز بسعر 4000 فرنك. كما أُبلغ عن زيادات مماثلة في أماكن أخرى من البلاد. ونتج عن ذلك استياء عام.

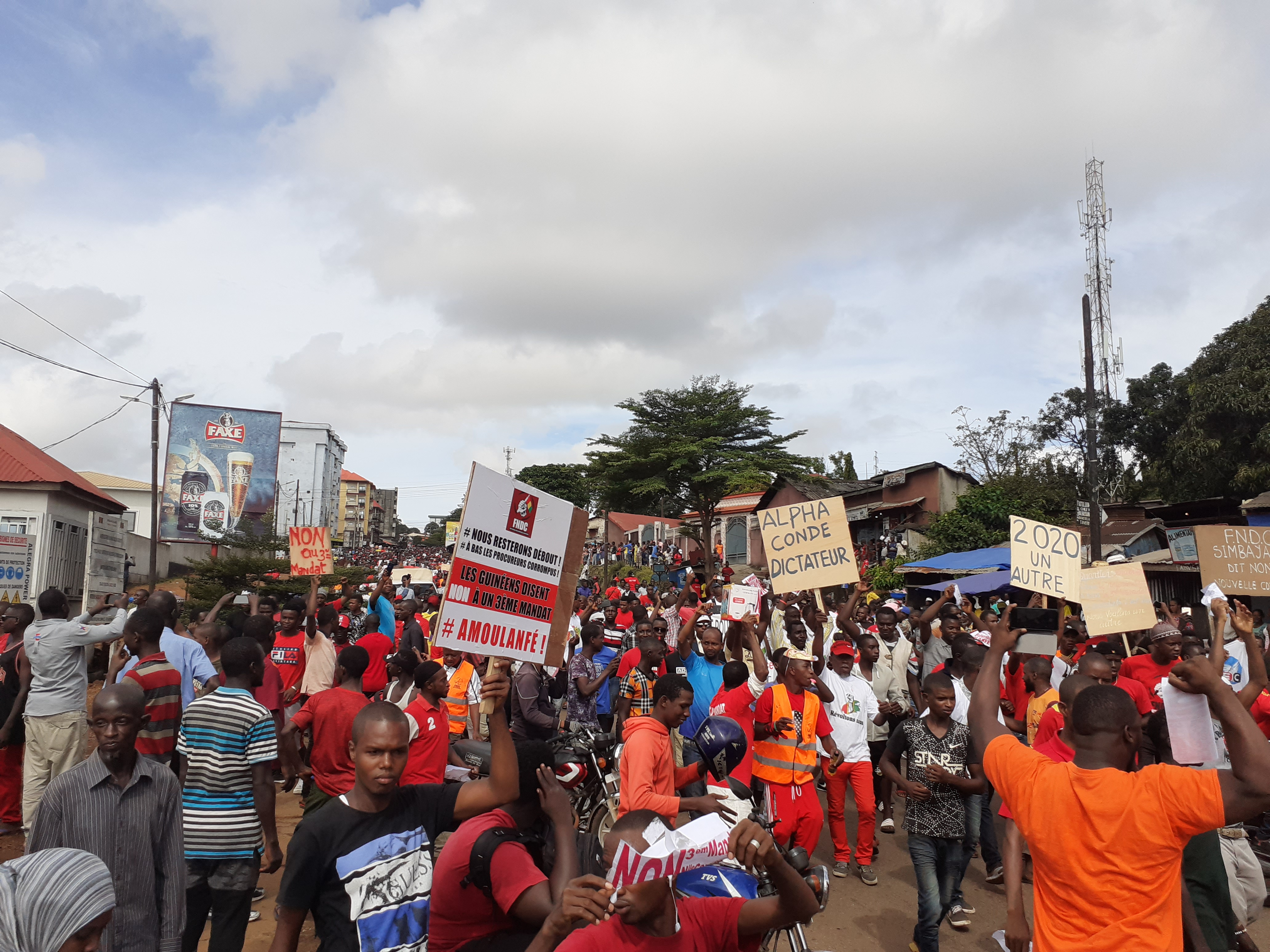
احتجاجات غينيا 2019-2020 ضد حكم ألفا كوندي

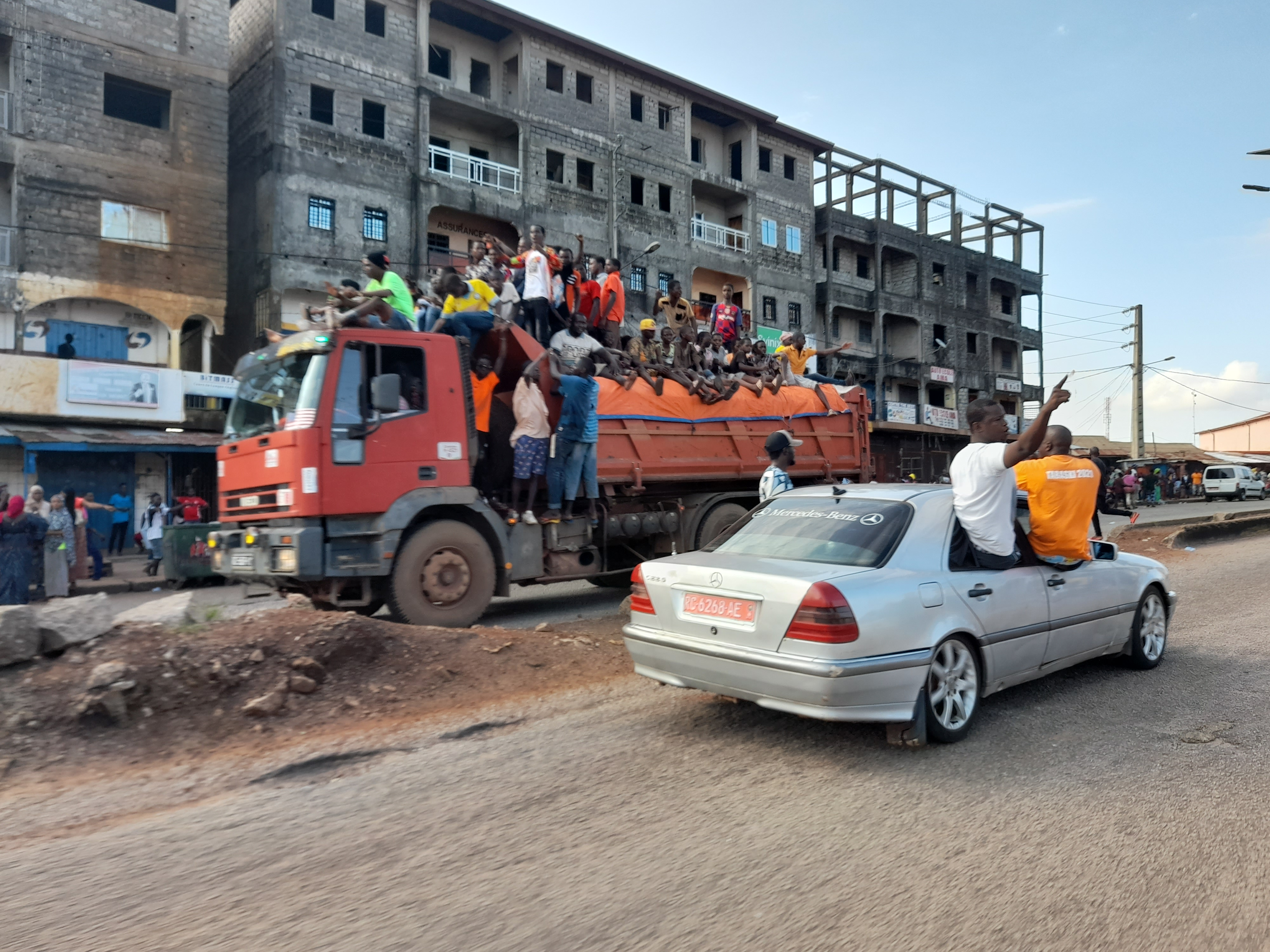
الغينيون على شاحنة يدعمون الانقلاب 5 سبتمبر 2021

تعرض الاقتصاد في عام 2021 للضرر مع انتشار جائحة فيروس كورونا في البلاد. وقبل شهر من وقوع محاولة الانقلاب، أعلن عن زيادات في أسعار البنزين، من 9 آلاف إلى 11 ألف فرنك غيني (1.12 دولار أمريكي) للتر الواحد. وأُعلن عن مجموعة من الضرائب الجديدة وزيادة الضرائب في الأسابيع التي سبقت الانقلاب، في محاولة لتحقيق التوازن في الميزانية، وتضمنت الميزانية مخصصات زادت تمويل الجمعية الوطنية والخدمات الرئاسية لكنها قطعت بعض الدعم لقوات الأمن، مثل الشرطة والجيش. وفي الوقت نفسه زاد الرئيس راتبه الخاص، وقد ترتب على ذلك استياء عام نتيجة لمثل هذه الأعمال. وقال دبلوماسي غربي لصحيفة الديلي تلغراف إن الهجوم استفزته الحكومة التي حاولت إقالة عضو بارز في القوات الخاصة في البلاد.

## الانقلاب
بدأ اطلاق النار في حوالى الساعة 08:00 بالتوقيت المحلى (توقيت جرينتش) بالقرب من القصر الرئاسى. أفاد شهود عيان أن الجنود قطعوا ضاحية كالوم، الذي يضم العديد من المكاتب الحكومية، وأن الضباط أمروا الناس بالبقاء في منازلهم. بينما قالت وزارة الدفاع إنه تم احتواء الهجوم، بدأت تظهر صور كوندي وهي تخرج من المبنى، وبعد ذلك بوقت قصير، نُشرت مقاطع فيديو لكوندي محتجزًا من قبل أفراد من الجيش الغيني، والتي تحقق منها مسؤول استخباراتي أوروبي كبير.
سرعان ما أصدر العقيد مامادي دومبوي بثًا على التلفزيون الحكومي، إذاعة وتليفزيون غينيا، قال فيه إن الحكومة ومؤسساتها قد حُلت، وألغى الدستور، وأغلقت حدود غينيا البرية والجوية (أوضح لاحقًا أن البلاد ستغلق على الأقل أسبوع). وقال في الإذاعة إن اللجنة الوطنية للمصالحة والتنمية ((بالفرنسية: Comité national du rassemblement et du développement)‏، CNRD) لتوجيه البلاد لفترة انتقالية مدتها 18 شهرًا. كما حث موظفي الحكومة على العودة إلى العمل يوم الاثنين، 6 سبتمبر، وأمر الحكومة بحظور اجتماع الساعة 11:00 يوم 6 سبتمبر، والا عدوا متمردين. ورد أن دومبويا، مجند الفيلق الأجنبي الفرنسي السابق الذي عاد إلى غينيا في عام 2018 لتولي قيادة مجموعة القوات الخاصة، وهي وحدة النخبة في القوات المسلحة الغينية، هو المحرض على محاولة الانقلاب.
بعد الإطاحة بالرئيس كوندي، ورد أن الحشود تبتهج بأخبار الانقلاب. في المساء، أعلن قادة الانقلاب عن حظر تجول وطني اعتبارًا من الساعة 8 مساءً يوم 5 سبتمبر «حتى إشعار آخر»، بينما تعهدوا باستبدال رؤساء الأقاليم والمحافظات بمفوضين عسكريين واستبدال الوزراء بأمناء عامين في صباح اليوم التالي، والذي بدأ يحدث بالفعل في الأجزاء الداخلية من البلاد. على الرغم من حظر التجوال، حدثت نهب للمتاجر في الحي الحكومي خلال الليل. بحلول مساء يوم 5 سبتمبر، أعلن الانقلابيون سيطرتهم على جميع كوناكري والقوات المسلحة للبلاد، ووفقًا لصباح غينيا، سيطر الجيش بالكامل على إدارة الدولة بحلول 6 سبتمبر وبدأ في استبدال الإدارة المدنية بنظيرتها العسكرية.
وفي صباح اليوم التالي، اجتمع الانقلابيون مع وزراء الحكومة وأمروهم بعدم مغادرة البلاد وتسليم مركباتهم الرسمية للجيش، فيما وعدوا بإجراء مشاورات «لتحديد الاتجاه العام للمرحلة الانتقالية»، معلنين أن «حكومة الوحدة» ستُجري مثل هذا الانتقال والتعهد بـ«عدم مطاردة الساحرات» أثناء وجودهم في السلطة (على الرغم من عدم ذكر تواريخ الانتقال). وبعد ذلك اعتقل الوزراء ونقلوا إلى وحدة عسكرية قريبة. رُفع حظر التجول في مجتمعات التعدين في نفس الصباح، لكنه ظل ساريًا بالنسبة لبقية البلاد، ولا تزال معظم المتاجر مغلقة.
في 1 أكتوبر 2021، أدى مامادي دومبوي اليمين رئيسًا مؤقتًا.

## الانعكاسات
بعد ورود أنباء عن الانقلاب، قفزت أسعار الألمنيوم في الأسواق العالمية إلى أعلى مستوى لها خلال عقد من الزمان وحطمت الرقم القياسي المسجل في عام 2006 للأسواق الصينية وسط مخاوف بشأن إمدادات البوكسيت. في بورصة لندن للمعادن، تم تداول الألمنيوم بمبلغ يصل إلى 2,782 دولارًا أمريكيًا للطن.
أُجلت المباراة التأهيلية لكأس العالم بين غينيا والمغرب والتي كان مزمع إجراؤها في 6 سبتمبر بسبب الانقلاب. حوصر فريق المغرب في فندقه حتى تمكن من الإخلاء إلى مطار محلي. كما وجد فرانسوا كامانو، المهاجم الذي انتقل إلى لوكوموتيف موسكو في الشهر السابق، نفسه غير قادر على العودة إلى موسكو للتدريب.

## ردود الفعل

### المحلية
صرح جاك غبونيمي، رئيس حزب الاتحاد من أجل تقدم غينيا المعارض، في مقابلة مع صباح غينيا (بالفرنسية: Guinée Matin)‏ أنه لم يفاجأ بالانقلاب، مؤكداً أنه «استوفيت جميع الشروط لاستيلاء الجيش على السلطة» وألقى باللوم على سوء إدارة حكومة كوندي للإطاحة بها. وبينما لم يؤيد الانقلابيين ولم يعارضهم، قال إنه راضٍ عن الطريقة التي تعامل بها الجيش مع الانقلابيين. سايكو يايا من اتحاد القوات الجمهورية (UFR)، الذي كان أيضًا معارضًا خلال نظام كوندي، جادل بالمثل بأن الحكومة لم تستمع للمعارضة وقاد الشعب الغيني إلى الانقلاب.
صرح اتحاد النقابات العمالية في غينيا (USTG)، إنه يراقب الوضع «باهتمام كبير» ، واعترف بالانقلاب وطالب الجيش بالوفاء بوعوده والمساعدة في «إنقاذ الوضع الاقتصادي والاجتماعي»"في غينيا. الجبهة الوطنية للدفاع عن الدستور (FNDC)، التي بدأت الاحتجاجات ضد الإصلاح الدستوري على النحو الذي اقترحه كوندي في خريف 2019، «أحاطت علما أيضا بإعلانات انتقال سلمي وشامل للسلطة» ، لكنها أتبعت ذلك بأنها «تنتظر شرح السبل».

### الدولية

#### الدول
- بلجيكا: أدانت وزيرة الخارجية، صوفي ويلميس، الانقلاب العسكري، ودعت إلى إطلاق سراح المعتقلين والعودة إلى النظام الدستوري وسيادة القانون.[54]
- بلغاريا: نددت وزارة الخارجية البلغارية، في تغريدة، بالانقلاب العسكري وطالبت بالإفراج عن رئيس غينيا.[55]
- بوروندي: إيفاريست ندايشيميي، رئيس بوروندي، أدان «بأشد العبارات» الانقلاب ودعا إلى العودة إلى النظام الدستوري.[56]

- الصين: أدان المتحدث باسم وزارة الخارجية الصينية، وانغ وينبين، الانقلاب ودعا إلى الإفراج الفوري عن الرئيس كوندي وحث على ضبط النفس من كلا الطرفين بينما طلب حل النزاع من خلال الحوار والتشاور.[57]
- فرنسا: أدانت وزارة أوروبا والشؤون الخارجية الانقلاب ودعت إلى الإفراج الفوري عن الرئيس كوندي.[58]
- غامبيا: ذكر بيان لوزير الخارجية، بأنه يدين الانقلاب العسكري انسجامًا مع مبادئ الاتحاد الأفريقي والإيكواس، ودعا إلى العودة إلى النظام الدستوري، وحث على إطلاق سراح القادة المدنيين والحفاظ على سيادة القانون.[59]
- ألمانيا: ندد متحدث باسم وزارة الخارجية الألمانية «بشدة محاولة الاستيلاء على السلطة عن طريق العنف المسلح»" وانحاز إلى المجموعة الاقتصادية لدول غرب أفريقيا والاتحاد الأفريقي في مطالبتهما بالإفراج غير المشروط عن كوندي والمحتجزين الآخرين والعودة إلى النظام الدستوري.[60]
- غينيا بيساو: قال متحدث باسم وزارة الخارجية في 6 سبتمبر/ أيلول إن الحكومة سيكون لها موقف رسمي في اليوم التالي، وحثت على عدم اتخاذ قرارات مستعجلة حتى ظهور معلومات محددة بشأن الانقلاب.[61]
- اليابان: أدانت وزارة الخارجية اعتقال ألفا كوندي، وحثت على الإفراج غير المشروط عنه ودعت إلى استعادة النظام الدستوري.[62]
- ليبيريا: دعا جورج ويا، رئيس ليبيريا، إلى الإفراج الفوري عن ألفا كوندي ودعا القادة العسكريين الجدد في غينيا إلى «الالتزام بمبادئ الحكم المدني والديمقراطية».[63]
- لوكسمبورغ: أدانت وزارة خارجية لوكسمبورغ الانقلاب وطالبت بالإفراج عن ألفا كوندي وإعادة النظام الدستوري.[64]
- المكسيك: أدانت الأمانة العامة للشؤون الخارجية الانقلاب بأشد العبارات وطالبت بالإفراج الفوري عن كوندي.[65]
- نيجيريا: صرحت وزارة الخارجية النيجيرية أن «الانقلاب الظاهر» في غينيا انتهك قواعد المجموعة الاقتصادية لدول غرب أفريقيا، وحثت البلاد على العودة إلى النظام الدستوري.[66][67]
- قطر: استنكرت وزارة الخارجية القطرية الانقلاب ودعت «جميع الأطراف إلى تفادي التصعيد، وإعلاء صوت الحكمة ومتابعة الحوار من أجل تجاوز الأزمة في البلاد..»[68]
- روسيا: في بلاغ للصحافة، صرحت وزارة الخارجية الروسية إنها تشعر بقلق بالغ إزاء الأحداث، وقالت «في موسكو، [نحن] ضد أي محاولات لتغيير حكومي غير دستوري»"، وحثت غينيا على تأمين الإفراج عن ألفا كوندي، ضمان حصانة رئيس الجمهورية والعودة إلى النظام الدستوري وطالب بعدم تصعيد الاوضاع في البلاد.[69]
- جنوب أفريقيا: راقب المتحدث باسم إدارة العلاقات الدولية والتعاون «بقلق بالغ» تطور الانقلاب. ودعت جنوب إفريقيا إلى الإفراج غير المشروط عن كوندي، وحثت الاتحاد الأفريقي على التدخل في الوضع في غينيا لإعادة الاستقرار في البلاد، ودعت إلى ضبط النفس التام للجيش والحوار لحل التحديات التي تواجه غينيا.[70]
- إسبانيا: أدانت الحكومة الإسبانية استيلاء الجيش على السلطة وحثت على استعادة النظام الدستوري والمؤسسات الديمقراطية في غينيا.[71]
- السويد: دعت آن ليندي وزيرة الشؤون الخارجية السويدية، في تغريدة لها، إلى الإفراج غير المشروط عن كوندي والحث على العودة إلى النظام الدستوري.[72]
- تركيا: نددت وزارة الخارجية التركية بالانقلاب وطالبت بالإفراج عن رئيس الجمهورية وإعادة العمل بدستوره.[73]
- فنزويلا: نيكولاس مادورو، رئيس فنزويلا،[ا] ووزير السلطة الشعبية للشؤون الخارجية «رفضوا الانقلاب»، ودعوا إلى إطلاق سراح كوندي وحثوا على العودة إلى سيادة القانون.[74]
- المملكة المتحدة: أصدر جيمس دودريدج، وكيل الوزارة البرلماني لإفريقيا، بيانًا صحفيًا عبر وزارة الخارجية والكومنولث والتنمية أدان فيه الانقلاب. ودعا إلى الإفراج عن كوندي إلى جانب «الحوار السلمي لتخفيف التوترات» و«دعم المبادئ الديمقراطية ، بما في ذلك سيادة القانون.».[75]

- الولايات المتحدة: أصدرت وزارة الخارجية الأمريكية بيانا أدانت فيه الانقلاب، قائلة إن «العنف وأي إجراءات خارجة عن الدستور لن تؤدي إلا إلى تآكل آفاق غينيا في السلام والاستقرار والازدهار» وحثت على التمسك بسيادة القانون.[76]

#### المنظمات
- الاتحاد الأفريقي : استنكر فليكس تشيسكيدى رئيس جمهورية الكونغو الديمقراطية ورئيس الاتحاد الإفريقي وموسى فكي محمد رئيس مفوضية الاتحاد الإفريقي الانقلاب وطالبوا بالإفراج الفوري عن الرئيس.[25]
- الإيكواس: أصدر نانا أكوفو أدو، رئيس غانا والمسؤول في المجموعة الاقتصادية لدول غرب أفريقيا (ECOWAS)، بيانًا نيابة عن المجموعة الاقتصادية لدول غرب إفريقيا يدين محاولة الانقلاب ويدعو إلى إطلاق سراح كوندي، «يُؤكد مجددًا عدم الموافقة على أي تغيير سياسي غير دستوري».[67]
- الأمم المتحدة: قال أنطونيو غوتيريش، الأمين العام للأمم المتحدة، في تغريدة على تويتر، «أدين بشدة استيلاء الحكومة بقوة السلاح» ودعا إلى إطلاق سراح ألفا كوندي.[77]